# Vicente Santiago Hodsson
Vicente Santiago Hodsson (Santa Marta, Badajoz, 12 de octubre de 1899 - Ciudad de México, 1 de abril de 1955) fue un militar español. Durante la época de la Segunda República ocupó el cargo de director general de Seguridad.

## Biografía
Cursó estudios en la Academia de Infantería de Toledo y posteriormente participó en la Guerra de Marruecos integrado en el Grupo de Fuerzas Regulares Indígenas "Tetuán" n.º 1. Durante la Dictadura de Primo de Rivera estuvo destinado en Sevilla, al frente de la caballería de la Guardia Civil en la capital sevillana. Se convirtió en un estrecho colaborador del general Emilio Mola cuando este fue nombrado director general de Seguridad.
En 1931, tras la proclamación de la Segunda República, ascendió al rango de capitán. Posteriormente quedó adscrito a la Dirección general de la Guardia Civil. El historiador Paul Preston señala que en esta época era colaborador del ministro de la Gobernación Rafael Salazar Alonso, y define a Santiago Hodsson como un acérrimo antiizquierdista. A finales de 1935 fue nombrado director general de Seguridad, en sustitución del dimitido José Gardoqui Urdanibia. Cuando se produjo el estallido de la Guerra Civil se mantuvo fiel a las órdenes del gobierno republicano, pero su pasado y su papel en la represión durante el llamado Bienio Negro le valieron ser perseguido por elementos izquierdistas. Pasó toda la contienda escondido en la Embajada de México, de donde logró escapar a comienzos de 1939 bajo protección diplomática.
Al igual que otros republicanos, se exilió en Cuba; en abril de 1939 llegó a La Habana, donde se estableció. Miembro de la masonería, en 1941 participó en la fundación de una logia masónica española en el exilio. Cuando Cuba le declaró la guerra a Japón en diciembre de 1941, Santiago Hodsson se puso a las órdenes del Ejército cubano.
En 1945 se trasladó a México, donde se convirtió en Secretario general de información y prensa del gobierno republicano en el exilio.
Falleció en México en 1955.